# Dimitri Dragin
Dimitri Dragin [Dimitri Dražan], (* 2. prosinec 1984 Le Havre, Francie) je reprezentant Francie v judu. Jeho jméno mylně ukazuje na ruský původ. Oba rodiče pochází z Guadeloupe.

## Sportovní kariéra
Dražan se do reprezentace Francie dostal kvůli tomu, že David Larose nedokázal dlouhodobě držet váhu pod 60 kg. Nebyl nikterak talentovaný, ale uměl se po tatami pohybovat a především plnil příkazy kouče.
V roce 2008 ze výsledky ve světovém poháru kvalifikoval na olympijské hry v Pekingu. Nepatřil k velkým favoritům a po zveřejněném losu jeho akcie klesly ještě níž. V prvním kole se utkal s Gruzíncem Chergianim. Gruzínec ten den nebyl na vrcholu fyzických ani psychických sil, ale zkušenostmi měl zápas opanovat. V poslední minutě využil Dražan taktické chyby Chergianiho a po jeho kučiki-taoši ho kontroval technikou seoi-nage na wazari. Tento náskok udržel až do konce a ve druhém kole se utkal s Izraelcem Jekutielem. V normální hrací době skončil zápas bez bodu. Po několika sekundách prodloužení se Jekutiel unáhlil ve výpadu tani-otoši a Francouz ho kontroval na ippon. Ve čtvrtfinále se utkal s Rusem Kišmachovem. Šlo o taktický zápas plný boje o úchop a falešných nástupů do technik tzv. čekání na chybu soupeře. V poslední minutě se podařilo Dražanovi chytit Kišmachovu nohu a poslat ho k zemi na koku. Rus už na odpověď fyzicky neměl. V semifinále se utkal s Rakušanem Pajšrem. Na dalšího velkého favorita však již nestačil. Rakušan byl lépe připravený, Dražana k ničemu nepustil a v závěru si pohlídal vítězství držením na zemi. V boji o třetí místo se utkal s Uzbekem Sabirov. S budoucí hvězdou světového juda vedl vyrovnaný boj, ale v polovině po své chybě prohrával na koku. 30 sekund před koncem zaútočil technikou kučiki-taoši, ale Uzbek se jako Rus hodit na nenechal. V posledních sekundách čekal na Sabirovovo napomenutí (šido), kterým by srovnal skóre marně. Obsadil 5. místo.
V dalších letech postupně přešel do pololehké váhy a v roce 2012 se kvalifikoval na olympijské hry v Londýně. Nebyl však jediný Francouz, kterému se to povedlo. Trenéři na olympiádu nominovali Davida Laroze.

## Výsledky
| Turnaj             | 2007 | 2008 | 2009 | 2010 | 2011 | 2012 | 2013 |
| ------------------ | ---- | ---- | ---- | ---- | ---- | ---- | ---- |
| Olympijské hry     | -    | 5.   | -    | -    | -    | dns  | -    |
| Mistrovství světa  | úč.  | -    | úč.  | dns  | dns  | -    | úč.  |
| Mistrovství Evropy | úč.  | úč.  | dns  | dns  | dns  | úč.  | 3.   |